# ドレス・ユー・アップ
「ドレス・ユー・アップ」(Dress You Up)は、マドンナの楽曲。2枚目のスタジオ・アルバム『ライク・ア・ヴァージン』から4枚目のシングル・カットとしてリリースされた。

## 概要
同年に行われたヴァージン・ツアーでのパフォーマンス映像がミュージック・ビデオとなった。
カップリング曲の「エイント・ノー・ビッグ・ディール」はアルバム未収録曲。

## 収録曲
日本盤 7" シングル
1. ドレス・ユー・アップ
2. シュー・ビー・ドゥ

日本盤 12"シングル
1. ドレス・ユー・アップ（12インチ・ダンス・リミックス）
2. シュー・ビー・ドゥ
3. エイント・ノー・ビッグ・ディール
4. ドレス・ユー・アップ（インストゥルメンタル）